# Suojärvi (sjö i Kuopio, Norra Savolax)
Suojärvi är en sjö i kommunen Kuopio i landskapet Norra Savolax i Finland. Sjön ligger 104,4 meter över havet. Den är 0,9 meter djup. Arean är 1,02 kvadratkilometer och strandlinjen är 5,27 kilometer lång. Sjön  ingår i Kymmene älvs huvudavrinningsområde.   Den ligger omkring 35 kilometer väster om Kuopio och omkring 330 kilometer norr om Helsingfors. 